# Любиша
Любиша, або Любіша (словац. Ľubiša) — село в Словаччині, Гуменському окрузі Пряшівського краю. Розташоване в північно-східній частині Словаччини в південній частині Низьких Бескидів в долині Лабірця.
Уперше згадується у 1410 році.
У селі є римо-католицький костел св. архангела Михаїла з 1771 року в стилі бароко—класицизму та каплиця з першої половини 19 століття в стилі класицизму.

## Населення
| Рік:            | 1994. | 2004.   | 2014.   | 2024.   |
| --------------- | ----- | ------- | ------- | ------- |
| Кількість осіб: | 798   | 838     | 812     | 819     |
| Різниця:        |       | +5,01 % | -3,10 % | +0,86 % |

| Рік:            | 2023. | 2024.   |
| --------------- | ----- | ------- |
| Кількість осіб: | 807   | 819     |
| Різниця:        |       | +1,48 % |

У селі проживає 834 осіб.
Національний склад населення (за даними останнього перепису населення — 2001 року):
- словаки — 98,90 %,
- цигани — 0,74 %,
- українці — 0,25 %,
- русини — 0,12 %.

Склад населення за приналежністю до релігії станом на 2001 рік:
- римо-католики — 95,96 %,
- греко-католики — 3,31 %,
- православні — 0,37 %,
- не вважають себе вірянами або не належать до жодної вищезгаданої конфесії — 0,37 %.

### Видатні постаті
Міхал Ковач — перший президент Словаччини (1993—1998) народився в селі 5 серпня 1930 року.